# Обабок дальневосточный
Оба́бок дальневосто́чный (лат. Rugibolétus extremiorientális) — вид грибов, относящийся к роду Rugiboletus семейства Болетовые (Boletaceae). До 2010-х годов включался в состав рода Обабок (Leccinum). Съедобен.

## Описание
Шляпка вначале почти шаровидная, со стерильным краем, плотно прижатым к верхней части ножки, с радиально-морщинистой поверхностью, затем становится подушковидной, мясистой, диаметром 14—22 см. Кожица сначала бурая, затем охристо-рыжая, в сухую погоду растрескивается.
Мякоть сначала плотномясистая, у зрелых грибов становится рыхлой, белая, над трубочками жёлтая, на срезе розовеет. Мякоть ножки грязно-белая. Вкус приятный.
Ножка длиной до 13 и толщиной 2—3,5 см, цилиндрическая, крепкая, сплошная. Поверхность охристая, покрыта продольными рядами охристо-бурых чешуек.
Трубчатый слой с выемкой возле ножки, у зрелых плодовых тел оливково-жёлтый.
Микроскопические признаки
Споры веретеновидно-эллипсоидные, размерами 11—13×4—4,5 мкм, бледно-бурые, содержат по несколько капель масла.
Гифы кожицы шляпки тупые, стоящие, жёлтого цвета, толщиной 7—8,5 мкм.
Чешуйки ножки состоят из пучков гиф, сходных с гифами кожицы шляпки, с примесью одиночных цистидовидных гиф.

## Экология и распространение
Растёт в дубняках, в России известен на юге Приморского края.
Сезон август — сентябрь

## Таксономия
Rugiboletus extremiorientalis (Lj.N.Vassiljeva) G.Wu & Zhu L.Yang, Fungal Diversity 81: 15 (2016). — Krombholzia extremiorientalis Lj.N.Vassiljeva, Нов. сист. низш. раст. 6: 191 (1950).

### Синонимы
- Krombholzia extremiorientalis Lj.N.Vassiljeva, 1950
- Krombholziella extremiorientalis (Lj.N.Vassiljeva) Šutara, 1982
- Leccinum extremiorientale (Lj.N.Vassiljeva) Singer, 2000